# Salle seigneuriale de Briollay
La salle seigneuriale de Briollay est un tribunal situé à Briollay, en France.

## Localisation
Le tribunal est situé dans le département français de Maine-et-Loire, sur la commune de Briollay.

## Protection
L'édifice est inscrit au titre des monuments historiques en 1995 et inscrit en 1996.